# Robert Chamberot
Joseph Oscar Robert Chamberot (ur. 25 lutego 1939 w Hull) – kanadyjski zapaśnik walczący w stylu wolnym. Olimpijczyk z Meksyku 1968, gdzie zajął siedemnaste miejsce w wadze średniej.
Triumfator igrzysk Imperium Brytyjskiego i Wspólnoty Brytyjskiej w 1966. Wicemistrz igrzysk panamerykańskich w 1967 roku.

## Letnie Igrzyska Olimpijskie 1968
| Konkurencja      | Rundy eliminacyjne    | Rundy eliminacyjne           | Klas. końcowa |
| Konkurencja      | Przeciwnik I          | Przeciwnik II                | Miejsce       |
| ---------------- | --------------------- | ---------------------------- | ------------- |
| 87 kg styl wolny | Ron Grinstead (GBR) P | Umberto Marcheggiani (ITA) P | 17.           |